# 第18屆臺東縣議員列表
以下列出現任臺東縣議員名單： 本屆議會共有30個席次。

## 政黨席次變化
| 政黨       | 第18屆 | 備注 |
| ---------- | ------ | ---- |
| 中國國民黨 | 25席   |      |
| 無黨籍     | 4席    |      |
| 民主進步黨 | 1席    |      |

## 第18屆臺東縣議員名單
| 第1選區  | 臺東市、蘭嶼鄉 |
| 第1選區  | 中國國民黨：饒慶鈴、吳秀華、吳景槐、李建智、周達三、田石雄 · 民主進步黨：洪宗楷 · 無黨籍：林參天、陳志峰、黃秋（解職）、王飛龍（遞補） |
| 第2選區  | 卑南鄉、延平鄉 |
| 第2選區  | 中國國民黨：張卓然 |
| 第3選區  | 成功鎮、東河鄉、長濱鄉 |
| 第3選區  | 中國國民黨：林東滿 · 無黨籍：許進榮 |
| 第4選區  | 關山鎮、鹿野鄉、池上鄉、海端鄉 |
| 第4選區  | 中國國民黨：陳宏宗、黃瑞華 |
| 第5選區  | 大武鄉、達仁鄉、金峰鄉、太麻里鄉 |
| 第5選區  | 中國國民黨：翁麗吟 |
| 第6選區  | 綠島鄉 |
| 第6選區  | 中國國民黨：謝賢裕 |
| 第7選區  | 平地原住民（臺東市） |
| 第7選區  | 中國國民黨：林琮翰、林秀信、王清堅（解職）、方賢仁（遞補）                                                                             |
| 第8選區  | 平地原住民（卑南鄉、大武鄉、達仁鄉、金峰鄉、太麻里鄉、蘭嶼鄉）                                                                         |
| 第8選區  | 中國國民黨：江堅壽、尤忠正 |
| 第9選區  | 平地原住民（關山鎮、池上鄉、鹿野鄉、海端鄉、延平鄉）                                                                                   |
| 第9選區  | 中國國民黨：張萬生 |
| 第10選區 | 平地原住民（成功鎮、東河鄉、長濱鄉、綠島鄉）                                                                                           |
| 第10選區 | 中國國民黨：高美珠、劉純歌 |
| 第11選區 | 山地原住民（成功鎮、卑南鄉、延平鄉、東河鄉、長濱鄉）                                                                                   |
| 第11選區 | 中國國民黨：胡秋金 |
| 第12選區 | 山地原住民（關山鎮、池上鄉、鹿野鄉、海端鄉）                                                                                           |
| 第12選區 | 中國國民黨：張全馨嵐（補選） · 無黨籍：張順成（解職）                                                                                  |
| 第13選區 | 山地原住民（金峰鄉、太麻里鄉、臺東市、綠島鄉）                                                                                         |
| 第13選區 | 中國國民黨：章正輝 |
| 第14選區 | 山地原住民（大武鄉、達仁鄉） |
| 第14選區 | 中國國民黨：蔡玉玲 |
| 第15選區 | 山地原住民（蘭嶼鄉） |
| 第15選區 | 中國國民黨：黃天德 |

## 外部連結
- 臺東縣議會 （页面存档备份，存于）
- 臺東縣議員資訊 （页面存档备份，存于）